# Saint-Alyre-d’Arlanc
Saint-Alyre-d’Arlanc – miejscowość i gmina we Francji, w regionie Owernia-Rodan-Alpy, w departamencie Puy-de-Dôme.
Według danych na rok 1990 gminę zamieszkiwało 219 osób, a gęstość zaludnienia wynosiła 9 osób/km² (wśród 1310 gmin Owernii Saint-Alyre-d’Arlanc plasuje się na 631. miejscu pod względem liczby ludności, natomiast pod względem powierzchni na miejscu 327.).